# بصلن الصفير (بني قيس الطور)

تعديل مصدري - تعديل

بصلن الصفير هي إحدى قرى عزلة ربع مسعود بمديرية بني قيس الطور التابعة لمحافظة حجة، بلغ تعداد سكانها 7 نسمة حسب تعداد اليمن لعام 2004.